# Super Tuesday

États désignant leur délégués lors du Super mardi de 2008 : en violet, États avec primaires démocrates et républicaines ; en bleu, démocrates uniquement ; en rouge républicaines uniquement.

Apparu en 1988 aux États-Unis, le Super Tuesday (« Super mardi » en français) est un mardi du début du mois de mars (exceptionnellement un mardi de février en 2008) de l'année d'élection présidentielle où un grand nombre d'États votent simultanément lors de primaires ou de caucus pour départager les candidats des deux principaux partis politiques — le Parti démocrate et le Parti républicain — et désigner la personne qui sera le candidat officiel de chacun des deux partis à l'élection présidentielle qui se déroule au début du mois de novembre. Parce que c'est le jour où le plus grand nombre d'États vote, on estime que c'est le jour des primaires le plus important.

## Liste

### 10 mars 1992
C'est en 1992 qu'est née la légende du Super Tuesday lorsque Bill Clinton, qui sera surnommé "le survivant" (« Back from the dead »), est sorti vainqueur de cette confrontation, gagnant la plupart des États du Sud, après avoir été perdant dans les premières primaires. Il gagna ensuite la nomination et fut finalement élu président des États-Unis.

### 7 mars 2000
Seize États et les Samoa américaines votent.
Al Gore et George W. Bush ont chacun remporté ce Super Tuesday dans leurs partis respectifs et furent désignés comme candidats à l'investiture de leurs formations politiques.

### 2 mars 2004
Dix États votent.
Chez les républicains, Bush n'a pas de concurrence majeure. Chez les démocrates, John Kerry remporte neuf États et reste seul en lice pour le ticket après l'abandon de son dernier adversaire John Edwards.

### 5 février 2008
Prenant de l'ampleur, le super mardi de 2008 compte 24 États y participant, un record. La moitié des délégués démocrates et 40 % des délégués républicains sont en jeu dans deux primaires où Clinton/Obama et McCain/Romney sont au coude-à-coude. Pour cette raison, il fut appelé le Super Mega Tuesday, le Giga Tuesday, le Tsunami Tuesday, le Tuesday of Destiny ou le Super Duper Tuesday.

### 6 mars 2012

États fédérés des États-Unis ayant voté lors du Super mardi 2012

Le Super Tuesday, en 2012, a eu lieu le 6 mars et a concerné 419 délégués (18,3 % du total) du Parti républicain (aucune primaire démocrate en 2012, Barack Obama étant le représentant naturel du parti).
Les États concernés par les votes ont été (entre parenthèses, le nombre de délégués) :
Alaska (27), Géorgie (76), Idaho (32), Massachusetts (41), Dakota du Nord (28), Ohio (66), Oklahoma (43), Tennessee (58), Vermont (17) et Virginie (49).
| Primaires républicaines                    | Mitt Romney | Rick Santorum | Newt Gingrich | Ron Paul |
| ------------------------------------------ | ----------- | ------------- | ------------- | -------- |
| Nombre d'États gagnés le Super Tuesday     | 6           | 3             | 1             | 0        |
| Nombre de délégués gagnés le Super Tuesday | 225         | 89            | 80            | 21       |

### 1ermars 2016

État votant pour des délégués républicains et démocrates
État votant uniquement pour des délégués républicains

Le 1er mars 2016, douze États votent pour des délégués républicains (Primaires : Alabama, l'Arkansas, la Géorgie , le Massachusetts, l’Oklahoma, le Tennessee, le Texas, le Vermont, la Virginie. Caucus : l'Alaska, Colorado, Minnesota et  le Wyoming) et treize pour des délégués démocrates(Primaires : Alabama, l'Arkansas, la Géorgie, le Massachusetts, l’Oklahoma, le Tennessee, le Texas, le Vermont, la Virginie. Caucus : Colorado, Dakota du Nord, Minnesota et Samoa américaines) élisant 865 délégués chez les Démocrates (sur un total de 4 051) et 595 chez les Républicains (sur un total de 2 351). Au total ce seront plus d'un quart des délégués qui seront désignés ce mardi. Des taux records de votes anticipés ont été enregistrés pour ces élections.

#### Campagnes
Pour ce Super Tuesday, la teneur des débats des deux campagnes est très inégale. Autant celle du camp républicain parait faible avec de nombreuses insultes et autres sarcasmes de bas niveau émaillant les discours, autant celle d'Hillary Clinton/Bernie Sanders, chez les démocrates, parait civilisée,.
Chez les démocrates Hillary Clinton aborde les diverses élections en favorite. Chez les républicains, Donald Trump, surfant sur une vague de colère, semble être le grand favori.

#### Résultats
| Primaires démocrates                       | Hillary Clinton | Bernie Sanders |
| ------------------------------------------ | --------------- | -------------- |
| Nombre d'États gagnés le Super Tuesday     | 7               | 4              |
| Nombre de délégués gagnés le Super Tuesday | 486             | 231            |

| Primaires républicaines                    | Donald Trump | Ted Cruz | Marco Rubio | John Kasich | Ben Carson |
| ------------------------------------------ | ------------ | -------- | ----------- | ----------- | ---------- |
| Nombre d'États gagnés le Super Tuesday     | 7            | 3        | 1           | 0           | 0          |
| Nombre de délégués gagnés le Super Tuesday | 203          | 144      | 59          | 31          | 3          |

## Importance
Pendant les primaires, les cinquante États des États-Unis envoient des délégués aux conventions des deux principaux partis. Lors de ces conventions sont désignés les candidats à la présidence, à la vice-présidence des États-Unis et le nombre de délégués par État est fonction de son importance démographique.
Les États votant ce super mardi sont nombreux et certains parmi les plus peuplés du pays, mais également des États d'une grande diversité sociale. Par exemple, la Californie est l'État le plus peuplé des États-Unis et dont une large partie de sa population est d'origine hispanique. De l'avis de certains, leur vote aux primaires représente mieux l'opinion que les pourtant célèbres caucus de l'Iowa et primaire du New Hampshire, qui doivent leur renommée au fait qu'elles ont lieu en premier.
La moitié des délégués des conventions est donc désignée ce jour-là. En 2004, 1 151 délégués sur les 2 162 au total. Les chroniqueurs politiques estiment que le candidat qui emporte le plus de délégués lors du Super Tuesday est assuré d'être le candidat de son parti à l'élection présidentielle. Ce fut effectivement le cas pour Bill Clinton en 1992, Bob Dole en 1996, George W. Bush et Al Gore en 2000.
Certains États essayent depuis la dernière élection présidentielle de coordonner les dates de leurs primaires afin de bénéficier d'une couverture médiatique importante. Ainsi, un mardi de février est appelé Mini-Tuesday, Mini-Super Tuesday ou encore Junior Tuesday.
En 2008, la date du Super Tuesday aura été avancée d'un mois afin de permettre à certains États lésés (car arrivant traditionnellement en fin de processus) comme la Californie, New York et le New Jersey de participer pleinement au processus d'investiture des candidats. Par ailleurs, un nombre record d'États aura voté cette année, avec 24 États en jeu, 22 pour les démocrates et 21 pour les républicains.